# Aleksandrovac
Aleksandrovac (cyr. Александровац) – miasto w Serbii, w okręgu rasińskim, siedziba gminy Aleksandrovac. W 2011 roku liczyło 6228 mieszkańców.
W mieście swą siedzibę ma klub piłkarski Župa Aleksandrovac.